# بيبي هيفا (ألبوم)
بيبي هيفا هو خامس ألبومات المطربة اللبنانية هيفاء وهبي صدر في عام 2010.

## عن الألبوم
هذا أول ألبوم أطفال لهيفا صدر عام 2010 ولاقى الالبوم نجاح باهر في العالم العربي بعد انضمام هيفا لروتانا وكما كان أشهر البوم للاطفال في شركة روتانا وايضا أشهر البوم للاطفال في العالم العربي ولاقت أغنية بابا فين شهره عالية واصبحت في وقت قصير أشهر أغنية للاطفال واغنية بابا فين + لما الشمس تروح صوروا عام 2009 وكانوا من إخراج ليلى كنعان وكما كانت ضمن الالبوم أغنية بوس الواوا اللتي صورت عام 2006 وايضا كانت أغنية نوتي اللتي اصدرت عام 2007 أغنية من ضمن الالبوم.

## أغاني الالبوم
- بابا فين
- لما الشمس تروح
- يا توتو
- بقوسي
- بوس الواوا
- نوتي
- اكلك منين يا بطه
- هيك الماما

## الفيديو كليب
- بوس الواوا (2006)
- بابا فين (2009)
- لما الشمس تروح (2009)